# بين لويس (لاعب اتحاد الرغبي)
بين لويس (بالإنجليزية: Ben Lewis)‏ هو لاعب اتحاد الرغبي بريطاني، ولد في 26 أغسطس 1986 في سوانزي في المملكة المتحدة.